# پشمالو (فیلم ۱۹۸۹)
پشمالو (به انگلیسی: Shag) فیلمی محصول سال ۱۹۸۹ و به کارگردانی امی زلدا بارون است. در این فیلم بازیگرانی همچون فوبه کیتس، اسکات کافی، بریجیت فوندا، آنابت گیش، پیج هانا، رابرت راسلر، تایرون پاور جونیور، جف یاگر، کری همیلتون و للانی سارل ایفای نقش کرده‌اند.